# 수바나 푸마

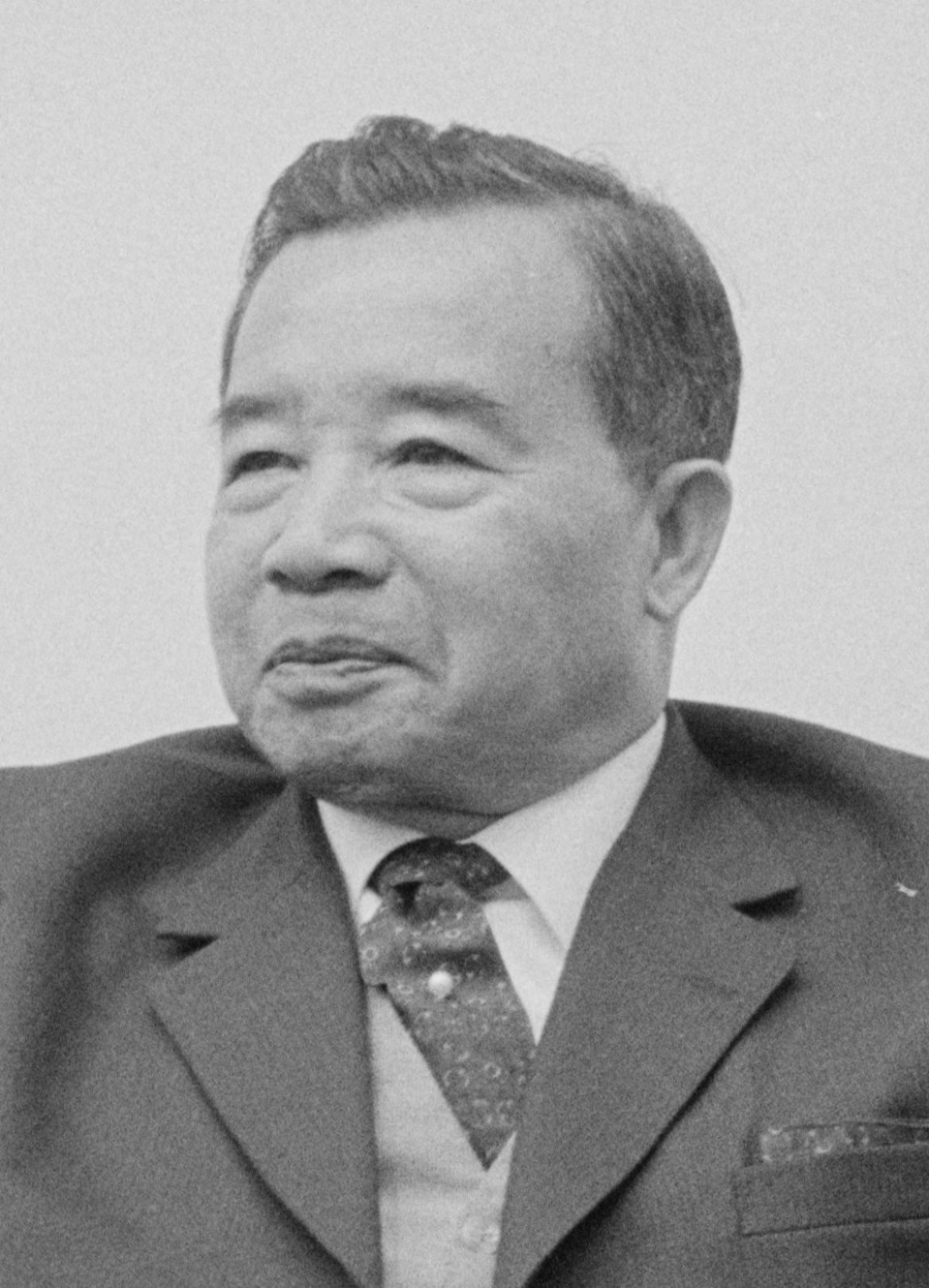
1969년 모습

수바나 푸마(라오어: ສຸວັນນະ ພູມາ 수바나 푸마, 1901년 10월 7일 ~ 1984년 1월 10일)는 라오스 왕국의 정치인이자 전 총리이다.
| 전임 사방 밧타나 | 제7대 라오스 왕국의 총리 1951년 11월 21일 ~ 1954년 10월 25일 | 후임 카타이 돈 사쏘리스 |

| 전임 카타이 돈 사쏘리스 | 제7대 라오스 왕국의 총리 1956년 3월 21일 ~ 1958년 8월 17일 | 후임 푸우이 사나니콘 |

| 전임 솜사니스 봉코트라타나 | 제7대 라오스 왕국의 총리 1960년 8월 30일 ~ 1960년 12월 13일 | 후임 바운 아움 |

| 전임 바운 아움 | 제7대 라오스 왕국의 총리 1962년 6월 23일 ~ 1975년 12월 2일 | 후임 (라오스 인민 민주 공화국 총리)카이손 폼비한 |